# Фридрих Грисендорф
Аугуст Фердинанд Фридрих Грисендорф (рођен 5. септембра 1871. у Сосмару, † 30. новембар 1958. у Оснабрику) био је пастор епархије евангелистичко-лутеранске цркве у Хановеру.

## Биографија
Фридрих Грисендорф је био четврти пастор у  цркви Св. Марије (St. Marien) у Оснабрику од 1906. до 1939. године. У време национал-социјализма обављао је верске услуге, писао чланке против национал-социјализма и био је познати верски пастор.
Следећи цитат у збирци текстова „Снажне грешке“ објављеној 1936. године пример је његове борбе против националсоцијализма:
„Дакле, ми се овдје бранимо од непрестаних и често нечувених, погрешних тврдњи, изопачености, напада и клевета којима се са свих страна хрли против Цркве, кршћанства и Библије, чак и против части нашег Спаситеља... Намера је да се охрабре други: Браните се и ви!"— Фридрих Грисендорф

## Проповед о Србима
Наша отаџбина је изгубила рат. Победили су Руси, Американци, Енглези. Можда су имали боље оружје, више војника, боље вођство. Али то је, у ствари, изразито материјална победа. Ту победу су они однели.
Али овде, међу нама, има један народ коју је извојевао једну другу и много лепшу победу – победу душе, победу срца и поштења, победу мира и хришћанске љубави. То су Срби!
Ми смо их раније само донекле познавали. Али смо исто тако знали шта смо чинили у њиховој Отаџбини.
Убијали смо стотину Срба, који су бранили земљу, за једног убијеног нашег војника, који је, иначе, представљао власт окупатора насилника. Па не само то да смо чинили, него смо благонаклоно гледали како су на Србе тамо пуцали са свију страна.
Знали смо да се овде, међу нама, налази 5.000 официра Срба, који су некада представљали друштвену елиту у својој земљи, а сада су личили на живе костуре, изнемогли и малаксали од глади.
Знали смо да код Срба тиња веровање:
Ко се не освети, тај се не посвети!
И ми смо се, заиста, плашили, освете тих српских мученика.
Бојали смо се да ће они, по нашој капитулацији, радити оно што смо ми са њима чинили. Замишљали смо јасно ту трагедију и већ видели нашу децу како пливају канализацијом или се пеку у градској пекари. Замишљали смо убијање наших људи, силовања, рушење и разарање наших домова.
Међутим, како је било?
Кад су пукле заробљеничке жице и кад се 5.000 живих српских костура нашло слободно у нашој средини, ти костури су — миловали нашу децу, давали им бомбоне! Разговарали су са нама! Срби су, дакле миловали децу оних који су њихову Отаџбину у црно завили!
Тек сада разумемо зашто је наш велики песник Гете учио српски језик. Сад тек схватамо зашто је Бизмарку последња реч на самртној постељи била — „Србија!“
Та победа Срба је већа и узвишенија од сваке материјалне победе! Такву победу, чини ми се, могли су извојевати и добити само Срби однеговани у њиховом светосавском духу и јуначким епским песмама, које је наш Гете тако волео...
Ова победа ће вековима живети у душама Немаца, а тој победи, и Србима, који су је извојевали, желео сам да посветим ову моју последњу свештеничку проповед.
Проповед коју је одржао немачки протестантски свештеник Фридрих Грисендорф године 1945. у своме селу Еверсбургу крај Оснабрика, где се тада налазило на хиљаде српских заробљеника.